# Le Mesnil-Simon (Calvados)
Le Mesnil-Simon ist eine Gemeinde mit 157 Einwohnern (Stand 1. Januar 2022) in der Normandie in Frankreich. Sie gehört zum Département Calvados, zum Arrondissement Lisieux und zum Kanton Mézidon Vallée d’Auge. Nachbargemeinden sind Les Monceaux im Nordosten, Saint-Pierre-des-Ifs und Le Mesnil-Eudes im Osten, Lessard-et-le-Chêne im Südosten, Mézidon Vallée d’Auge im Südwesten, Grandchamp-le-Château im Westen und Lécaude im Nordwesten.
Derzeitiger Bürgermeister ist Daniel Jehanne, der im Jahr 2020 gewählt wurde. Seine Amtszeit beträgt sechs Jahre.

## Bevölkerungsentwicklung

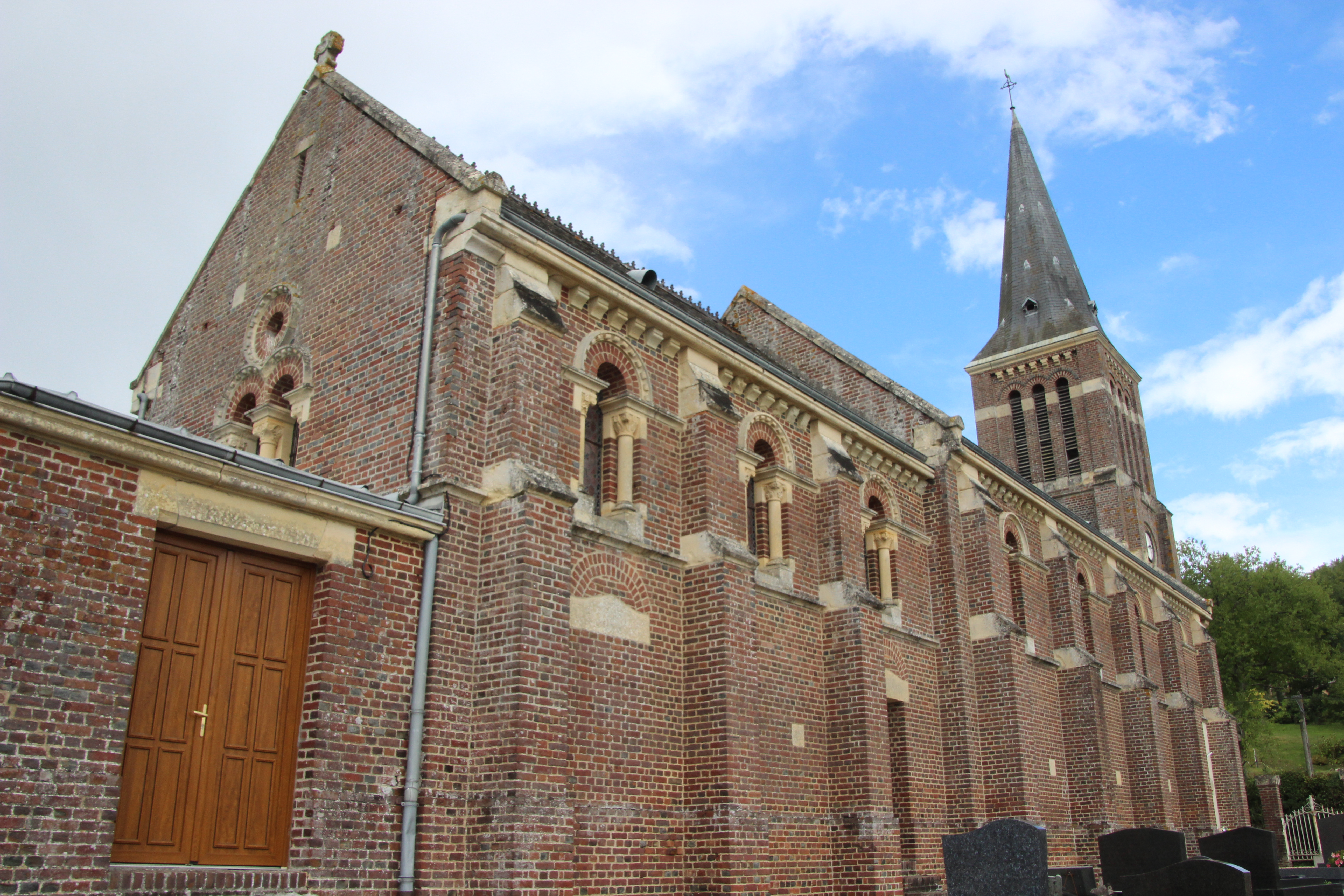
Kirche Notre-Dame

| Jahr      | 1962 | 1968 | 1975 | 1982 | 1990 | 1999 | 2008 | 2015 |
| --------- | ---- | ---- | ---- | ---- | ---- | ---- | ---- | ---- |
| Einwohner | 188  | 163  | 163  | 150  | 128  | 155  | 160  | 181  |